# ピアプロ
ピアプロ (PIAPRO) は、クリプトン・フューチャー・メディアが運営するコンテンツ投稿サイト。

## 概要
ピアプロはクリプトン・フューチャー・メディア（以下クリプトン）が2007年8月に発売した音声合成ソフト初音ミクを利用した創作活動の盛り上がりを受け、そうした消費者生成メディア（CGM）を推進する、クリエイターの創作の場として2007年12月3日に開設された。ピアプロという名前は「ピアプロダクション（en:peer production）」を略したものである。
初音ミク発売当時、ソフトの歌声を用いた楽曲やキャラクターのイラストなど様々な創作活動が行われる中、他者の作品を第三者が無断で自分の作品内に使用し、トラブルになるケースもしばしば見られたと言う。一方で、こうしたトラブルは、ほとんどの場合コミュニケーション不足を解消することで未然に防げるとも考えられた。ピアプロは投稿されたイラスト、楽曲などの作品を、非営利などの条件下で会員同士で融通し合うことが出来ることを特徴としており、これによりネット上に投稿された他のクリエイターの作品の無断での二次利用といったような権利上のグレーゾーンを排し、健全なCGM文化の活性化を目指している。
ピアプロに投稿された初音ミクのイラストと、自作の楽曲を組み合わせ、動画投稿サイトニコニコ動画で作品を発表する、といったような活用が可能で、複数の会員同士のコラボレーションによる創作活動も行われる。ただし、サイトの意図とは異なり単なる素材置き場、あるいはコミュニケーションサイトと見ている会員もいるという。

## 投稿作品
投稿できる作品は会員自身の作成した音楽、イラスト、テキスト、3Dモデルで、これらは会員のオリジナル作品か適法に権利処理されていることが保障されたものでなければならない。これは、ピアプロの投稿作品が会員間で二次利用されるものであるためとされ、作品を投稿する際には繰り返し注意喚起がされる。なお、初音ミクをはじめとするVOCALOID製品のキャラクターの二次創作については、クリプトンが権利を持つ「MEIKO」、「KAITO」、「初音ミク」、「鏡音リン・レン」、「巡音ルカ」の他、クリプトンが許諾を受ける形でインターネットやAH-Softwareなど他の企業から発売されている製品のキャラクターを元にした作品の投稿も可能となっている（詳細は投稿可能な他社キャラクターについてを参照）。また、ピアプロに投稿されている作品の元にして創られた作品については、「創作ツリー」という機能を使い、元の作品との紐付けを行うことで投稿可能となっている。
投稿する際に作品に付けられる、作品を利用する会員に対するライセンス条件については、作品の改変を許すかを選択するようになっているなどクリエイティブ・コモンズ（CC）を意識したものであるが、クリエイティブ・コモンズでは公序良俗に反しないといった条件が付けられなかったことから独自のものとなった。各投稿作品のページには作品を利用した際のお礼が言えるよう「使わせてもらいました」と報告する欄が設置されている。また、クリエイティブ・コモンズとの違いとしては、クリエイティブ・コモンズでの「NC」に当たる営利利用の不可がデフォルトとなっていることや、クリエイティブ・コモンズでは2.0以降必須となっている「BY」に当たる著作権者の氏名表示が選択可能となっているという特徴もある。クリエイティブ・コモンズで「BY」が必須となったのは、アメリカで誕生した当初利用者の95％が「BY」を選択していたためと言われるが、ピアプロでは逆に氏名表示を必須としない作品が2011年時点で全体の3/4を占めているとされ、西洋文化圏に根ざしたクリエイティブ・コモンズとの違いが現れているという。
|                          | 表示（BY） | 非営利（NC） | 改変禁止（ND） | 継承（SA） |
| ------------------------ | ---------- | ------------ | -------------- | ---------- |
| ピアプロ投稿作品         | 選択       | 必須         | 選択           | 非採用     |
| クリエイティブ・コモンズ | 必須       | 選択         | 選択           | 選択       |

## 公式コラボレーション
ピアプロでは会員同士の投稿作品の利用だけでなく、テレビ局、出版社、フィギュアメーカー、菓子メーカーといった様々な企業、団体との公式コラボレーションによるユーザー作品の発信、商品化も行われている。2008年7月に行われたシンポジウムにおいてクリプトン側はピアプロでこうした企業とのコラボレーションを行うことについて「ユーザーが制作したものを具体的な商品として落とし込んでいく実験」とし、自分あるいは自分の仲間の創作物が商品化されることを体験し慣れてもらうことや、ユーザー同士での作品の制作や発表の様々な可能性をピアプロを通して体験してもらうといった狙いを明らかにしている。2009年7月にセガから発売された初音ミクを主役とするPlayStation Portable用ゲームソフト「初音ミク -Project DIVA-」ではピアプロで募集した曲、イラストが多数く使用された。また、経済産業省やクリエイティブ・コモンズ・ジャパンの事業との公式コラボレーションも行われている。
なお、外部企業とのコラボレーション以外に、クリプトン自体も2008年9月に開始した携帯電話用サイト「初音ミクモバイル」でのコンテンツの配信や、同年12月に開始した音楽レーベル「KarenT（カレント）」を通じた楽曲配信など、VOCALOID関連の作品の商品化に取り組んでいる。

## キャラクターのライセンス
クリプトンではユーザーの創作活動を後押しするため、イラストやアニメーションの作成といったようなVOCALOIDのキャラクターの改変、二次創作を原則的に認めており、「ピアプロ・キャラクター・ライセンス（PCL）」とそれに基いた「キャラクター利用のガイドライン」をピアプロ内で公開し、ライセンスの内容に沿ったものであればキャラクターの非営利での利用を許諾されることを明示している。なお、ピアプロ・キャラクター・ライセンスという名前ではあるが、このライセンスについてはピアプロ会員以外でも適用を受けられる。また、PCLやガイドラインでは対価を徴収するような形でのキャラクターの利用は認められていないが、同人誌即売会などでの個人や同人サークルによる非営利、有償の二次創作作品の頒布の実情やニーズに対応するため、ピアプロでは非営利、有償の利用について複雑な手続きや内部審査無しで利用申請を行える「ピアプロリンク」という仕組みが提供されている。
なお、非営利利用については、公式キャラクターイラストのクリエイティブ・コモンズ・ライセンス（CCL）のCC BY-NC 3.0（表示 - 非営利 3.0）でのライセンスも行われており、PCLだけでなく、CCLに基づいた利用も可能である。これは、PCLが日本の国内法に準拠し日本語で記述されたものであることから、日本国外での需要に対応するためである。